# Guillermo Vázquez (Schachspieler)
Guillermo Vázquez (* 16. März 1997) ist ein paraguayischer Schachspieler.
Die paraguayische Einzelmeisterschaft konnte er zweimal gewinnen: 2010 und 2011. Er spielte für Paraguay bei vier Schacholympiaden: 2010, 2012, 2014 und 2018.
Im Jahre 2002 wurde ihm der Titel Internationaler Meister (IM) verliehen. Der Großmeister-Titel (GM) wurde ihm 2011 verliehen.
| Hier fehlt eine Grafik, die leider im Moment aus technischen Gründen nicht angezeigt werden kann. Wir arbeiten daran! |